# Hyalopale bispinosa
Hyalopale bispinosa är en ringmaskart som beskrevs av Perkins 1985. Hyalopale bispinosa ingår i släktet Hyalopale och familjen Chrysopetalidae.
Artens utbredningsområde är Mexikanska golfen. Inga underarter finns listade i Catalogue of Life.